# Jesus är den vännen
Jesus är den vännen (originaltitel:  Jesus le muv) är en psalm vars text och musik är skriven av Elle-Sylve Blind. Texten översatt till svenska av Olavi Korhonen. 

## Publicerad som
- Nr 889 i Psalmer i 2000-talet under rubriken "Jesus Kristus - människors räddning".